# NGC 7534
NGC 7534 est une galaxie irrégulière barrée de type magellanique située dans la constellation des Poissons. Sa vitesse par rapport au fond diffus cosmologique est de 3 194 ± 26 km/s, ce qui correspond à une distance de Hubble de 47,1 ± 3,3 Mpc (∼154 millions d'al). NGC 7534 a été découverte par l'astronome allemand Albert Marth en 1864.
La classe de luminosité de NGC 7534 est V-VI et elle présente une large raie HI. Selon la base de données Simbad, NGC 7533 est une galaxie à faible brillance de surface, propriété qui est contredite par la valeur de sa brillance de surface.

## Groupe de  NGC 7532

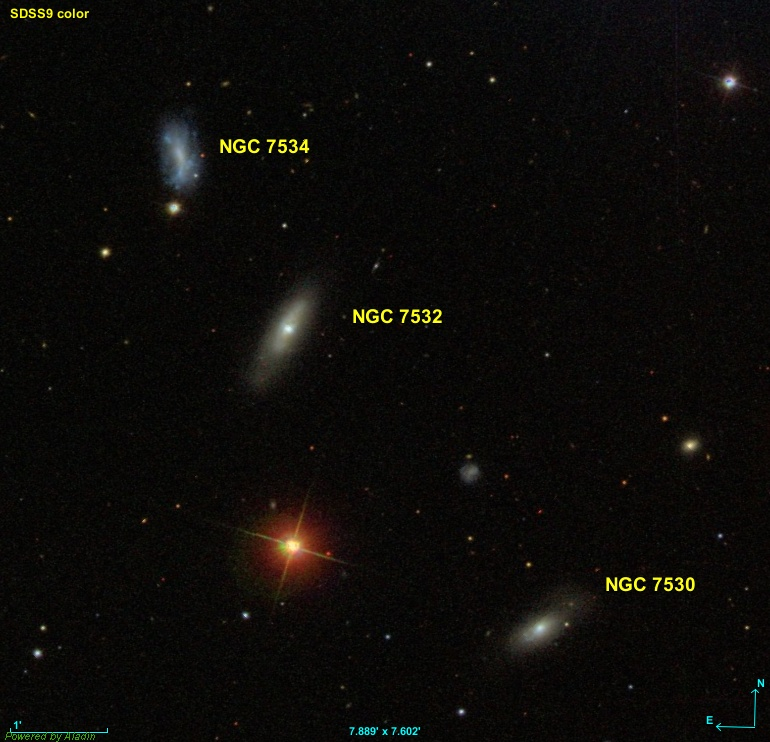
Le triplet de galaxies de NGC 7534.

En se basant sur un article publié en 2000, la base de données NASA/IPAC mentionne que NGC 7534 fait partie d'un triplet de galaxies identifié par KTS 71. Comme il est à peu près impossible d'accéder gratuitement à cet article, il faut faire preuve d'astuce pour trouver les deux autres membres. On obtient les coordonnées de ce triplet en utilisant la requête KTS 71 dans cette base de données ce qui permet à l'aide du logiciel Aladin de réaliser l'image ci-contre. Les deux autres galaxies du groupe de NGC 7532 sont NGC 7530 et NGC 7532. NGC 7534 est la plus lumineuse des trois galaxies, elles sont dans la même région de la sphère céleste et à 0,5 Mpc près, à la même distance de Hubble de la Voie lactée.
Selon un article publié en 2013, les galaxies NGC 7532, NGC 7533 et NGC 7534 font partie d'un groupe compacte de galaxies. Il s'agit d'une erreur, peut-être d'impression, car la galaxie NGC 7533 est à presque 110 Mpc de nous, alors que les deux autres sont à un peu plus de 45 Mpc.